# Marielunds gård
Marielunds gård är en herrgård i Östra Vrams socken, Kristianstads kommun. 
Dagens gårdskomplex skapades genom enskifte i Östra Vrams by år 1810 genom initiativ av greve Axel Gabriel De la Gardie, till Maltesholms slott. Gården benämndes tidigare Östra Vrams gård och var ursprungligen en äldre gård med samma namn. Den är år 1664 tydligt förtecknat i jordeboken över Maltesholm ägor (De la Gardie saml. Topographica Skåne, Maltesholm 1a). 
Gårdens nuvarande namn kommer genom utfästelse till morgongåva av greve Axel De la Gardie i hans 2:a äktenskap, med Maria Gustafva Adlerbielke den 25 oktober 1821 (Maltesholms godsarkiv. Arvs- och bouppteckningspärmen II:3, 34 No 34).